# Francisco Heredero
Francisco Heredero Camps (Barcelona, 12 de marzo de 1942), artísticamente conocido como Francisco Heredero, cantante español de pop durante los años 60 en lengua castellana y catalana.
 

## Trayectoria artística
Nacido en el barcelonés barrio de Sants, descubrir la música de Elvis Presley fue definitivo para que pasase de escuchar canciones a interpretarlas. En 1960 se presenta al concurso musical televisivo “Primer Éxito”, también participa en Radio Nacional en el Concurso “El Mejor Rocker de 1962”, quedando ganador, el locutor Mario Beut promocionó sus primeros pasos. Su primer disco llegará firmado como Francesc Heredero y cantado en catalán: “Amic Elvis” (Edigsa, 1963) con cuatro canciones popularizadas por Elvis. Después llegará el primer disco en castellano y el segundo confirmará el verdadero arranque de su carrera. “Dame Felicidad / Renata / Como tú no hay ninguna / Yipee Yeh Tamouré” (Vergara, 1963). Este disco supondrá ya un éxito importante a escala nacional y cimentará su imagen de chico atractivo, moderno sin estridencias y capaz de cantar versiones de temas foráneos.
Heredero va a convertirse en una de las grandes figuras de su sello. Edita a un ritmo frenético de un EP por trimestre. “Si tuviera un martillo / Despeinada / Estás morenísima / Desata mi corazón (Vergara, 1964) y “Fanny / Ya nadie podrá / Tú serás mi Baby / Se burló de mí” (Vergara 1964) que aparecen en el hit parade de publicaciones como Fonorama y Discóbolo. A finales de ese año es finalista en el “VI Festival de la Canción del Mediterráneo” (Vergara, 1964) con el tema “Fiesta en mi corazón”.
En 1965 gana en el Festival de Aranda de Duero con “Mariola” y a punto estuvo de ser el representante español en Eurovisión con una canción propia “Junto a ti”, pero aquel año también publicó discos de versiones como “Chao Chao” (Vergara, 1965) y el sencillo “Capri se acabó / Aquella capilla” (Vergara, 1965), el cover español de “Crying in the chapel” será a la postre su canción más recordada. Es su año dorado y vuelve a grabar en catalán el EP “Soc d'algú / No hi ha domani / Dona’m la ma / Nina de cera” (Concentric, 1965).
También en 1965 coincide en varias ocasiones con una de las cantantes de la discográfica Vergara, Luisita Tenor, convirtiéndose en matrimonio en 1967. La pareja cantará por separado el tema “Primer amor” (Vergara, 1966) en el Festival del Mediterráneo. Procedente del mismo festival publicará “Yo quiero vivir”  que aparecería en un sencillo junto a la canción ganadora del evento que habían defendido Bruno Lomas y el Dúo Dinámico. “Morir o vivir / Soy tuyo / Un mechón de cabello / Al lado” (Vergara, 1966) supuso un nuevo triunfo para el singer catalán. En 1967 editará dos discos en solitario, una tanda de éxitos internacionales: “Catedral de Winchester / Corazón loco / En bandolera / Cuando digo que te amo” (Vergara, 1967) y un sencillo con dos temas escritos para él: “Con los ojos abiertos / Mi camino” (Vergara, 1967).
El dúo Heredero-Tenor desplaza al solista y coloca sus discos en las listas de ventas y popularidad. Esto hace que prácticamente él renuncie a su carrera discográfica en solitario. En total, más de veinte discos en solitario, más los seis que grabó junto a su esposa. En 1969 sigue cantando con menos asiduidad, publicando “Arena dorada” (Ekipo, 1969). El dúo familiar aún haría alguna grabación más y Francisco Heredero seguirá en los escenarios hasta 1972. Al mismo tiempo comenzaría su carrera como empresario que le llevaría años después a trabajar en el sector inmobiliario. Tras abandonar su trayectoria artística a principios de los años 70, la pareja vivió en Calafell (Bajo Panadés, Tarragona).

## Discografía[8]
- Francisco Heredero y Latin Combo - El pequeño elefante / Llegará / Quiéreme deprisa / Un beso (7", EP) 1962
- Amic Elvis (Èxits d'Elvis Presley) (7", EP) 1963 (como Francesc Heredero)
- No te creo / La tercera luna / Te han visto con otro / Volando 1963
- Un amic / Twist a Paris / Es fa tard i no vens / No Sé (7", EP) 1963	(Como Francesc Heredero)
- Dame felicidad (7", EP) 1963
- Si tuviera un martillo
- Fanny / Ya nadie podrá / Tú serás mi baby / Se burló de mí (7", EP) 1964
- Me permite (7", EP)1964
- VI Festival de la Canción Mediterránea (7", EP) 1964
- Estas Morenísima (7", Single)	1964
- Chao Chao - Down Town 1965
- Mariola / ¿Cómo serás? (7", Single) 1965
- Un billete compró / Juventud Ye Yé / Me lo dijo Pérez / Mi amor está lejos (7", EP) 1965
- Capri se acabó / Aquella Capilla (7", Single) 1965
- Sóc d'algú / No hi ha "domani" / Dona'm la mà / Nina de cera (7", EP) 1965 (Como Francesc Heredero)
- Mariola (7", EP) 1965
- Yo quiero vivir / Como ayer (7", Single) 1966
- Morir o vivir (7", EP) 1966
- Primer Amor / Joanathan (7", Single)
- Luisita Tenor y Francisco Heredero - Love me, please love me / Un hombre Y una mujer / Operación Sol / Dommage, dommage (7", EP). 1966.
- No me importa tu pasado (7", EP) 1966
- Luisita Tenor, Francisco Heredero - Noche De Paz. 1967.
- F. Heredero / L. Tenor - Solo / Marionetas en la cuerda. 1967.
- Hablemos del amor / Amor es mi canción (7", Single). 1967.
- Luisita Tenor - Francisco Heredero - Honey / All My Love. 1968.
- Luisita Tenor, Francisco Heredero - Cantan Sus Propias Canciones (7", Single). 1968.